# Constante dielétrica
Constante dielétrica ({\displaystyle \varepsilon _{r}}) é uma propriedade do material isolante utilizado em capacitores que influi na capacitância total do dispositivo.
Matematicamente, {\displaystyle \varepsilon _{r}={\frac {C}{C_{0}}}},ou seja,é a razão entre a capacitância {\displaystyle C}, obtida com uma determinada tensão no capacitor que contém um dado dielétrico e a capacitância {\displaystyle C_{0}}, obtida sem o dielétrico (vácuo). Em alguns casos é também chamada de {\displaystyle k}. 
Pode ser entendida como a relação entre um capacitor com determinado dielétrico e outro capacitor com mesmas dimensões, cujo dielétrico é o vácuo.
A constante dielétrica é adimensional.

## Tabela de valores da constante dielétrica relativa
| Material             | Constante dielétrica |
| vácuo                | 1                    |
| ar                   | 1,00059              |
| alumínio             | 8,1 - 9,5            |
| esteatita (MgO-SiO2) | 5,5 - 7,2            |
| mica                 | 5,4 - 8,7            |
| óleo                 | 4,6                  |
| papel                | 4 - 6                |
| papel parafinado     | 2,5                  |
| plástico             | 3                    |
| polistireno          | 2,5 - 2,6            |
| porcelana            | 6,0                  |
| pyrex                | 5,1                  |
| sílica fundida       | 3,8                  |
| Titanatos            | 50 - 10000           |
| vidro de cal de soda | 6,9                  |